# Odprto prvenstvo ZDA 1968
Odprto prvenstvo ZDA 1968 je teniški turnir za Grand Slam, ki je med 29. avgustom in 8. septembrom 1968 potekal v New Yorku.

## Moški posamično
Arthur Ashe :  Tom Okker 14-12 5-7 6-3 3-6 6-3

## Ženske posamično
Virginia Wade :  Billie Jean King 6-4 6-4

## Moške dvojice
Robert Lutz /  Stan Smith :  Arthur Ashe /  Andrés Gimeno 11-9 6-1 7-5

## Ženske  dvojice
Maria Bueno /  Margaret Smith Court :  Billie Jean King /  Rosemary Casals 4-6 9-7 8-6 

## Mešane dvojice
Peter Curtis /  Mary Ann Eisel :  Gerry Perry /  Tory Fretz 6-4 7-5